# タイトロープ (夏目イサクの漫画)
『タイトロープ』（Tight-rope）は、夏目イサクによる日本のボーイズラブ漫画作品。『ディアプラス』（新書館）にて2008年1月号に読み切りを掲載後、2008年7月号から2008年9月号まで連載された。単行本は2008年12月25日に新書館より1巻が発売されている。
ドラマCD化や、2012年にはOVA化（マニュアルより「オリジナルアニメーションディスク」という表記が用いられる）などのメディアミックスがなされた。
2019年12月に発売された『夏目イサク全集3』にも収録され、こちらには単行本未収録作品も収録されている。

## あらすじ
極道一家の一人息子 ・ 龍之介は幼馴染の直樹のことが好きで好きで仕方がない !
そんな龍之介がある日突然組は継がないと言い出して ・ ・ ・ 。
直樹への想いと自分の将来・・・揺れる思春期高校生。
心と身体の終着点は ・ ・ ・ ?

## 登場人物
大原龍之介（おおはら りゅうのすけ）
声 - 鈴木達央 / 幼少：ふしだ里穂
極道一家の一人息子で、直樹が好き。大原組5代目組長でもある。
里谷直樹（さとや なおき）
声 - 立花慎之介
龍之介とは幼馴染の高校生であり、彼とは恋人同士。卒業後には料理屋をつぐ。
テツ
声 - 福島潤
橘健介（たちばな けんすけ）
声 - 一条和矢
柚有子の弟で、大原組の若頭。龍之介の教育係でもある。
西島圭吾（にしじま けいご）
声 - 高口公介
西島組の2代目組長で、小学時代から龍之介&直樹とは因縁関係が深い。
里谷柚有子（さとや ゆうこ）
声 - ふしだ里穂
直樹の母親であり、綾芽の親友。
大原綾芽（おおはら あやめ）
龍之介の母親であり、柚有子の親友。

## OVA

### スタッフ
- 原作 - 夏目イサク（新書館／ディアプラス・コミックス）
- 企画 - 酒井明雄
- プロデューサー - 山本敏行
- 監督 - HIROMI
- 演出・絵コンテ - 玉井公子
- 脚本・構成 - 江夏由結
- キャラクターデザイン・作画監督 - 渡邊和夫
- 色彩設計 - 佐野ひとみ
- 色指定・検査 - 永野綾香
- 背景 - YOON JONG PIL
- 撮影 - まつい、田川拓樹、大家雄介、JU YOUNG U
- 音響監督 - 榎本隆
- 音響調整 - 清本百合子
- 録音助手 - 岡部直紀
- 音響効果 - 小山恭正
- 音楽 - 阿部隆大
- 編集 - やまもと
- 制作進行 - Paやし、いめはむ
- 音響制作・スタジオ - スタジオマウス
- アニメーション制作・製作・発売 - Prime Time
- 販売 - エイ・ワン・シー

### 各話リスト
| 発売日        | 話数   | サブタイトル                 | 脚本     | 絵コンテ | 演出     | 作画監督 |
| ------------- | ------ | ---------------------------- | -------- | -------- | -------- | -------- |
| 2012年5月30日 | 第一話 | 幼なじみは極道一家の跡取り!? | 江夏由結 | 玉井公子 | 玉井公子 | 渡邊和夫 |
| 2012年6月27日 | 第二話 | これからもずっと一緒におろな | 江夏由結 | 玉井公子 | 玉井公子 | 渡邊和夫 |

## 書誌情報
- 夏目イサク『タイトロープ』新書館〈ディアプラス・コミックス〉、全1巻、2008年12月25日発売[4]、ISBN 4-40366-232-3
  - 別シリーズ『どうしようもないけれど』の番外篇「どうしようもないけれどリターンズ」も収録している。
- 夏目イサク『夏目イサク全集3』新書館〈ディアプラス・コミックス・デラックス〉、全1巻、2019年12月28日発売[5]、ISBN 978-4-403-66713-8
  - 夏目イサク作品の『シュガーコード』が併録。

## 関連商品

### ドラマCD
- 『タイトロープ』（2009年11月20日発売、新書館）I-12C
  - 初回特典は描き下ろしプチコミックス。

### DVD
- 『タイトロープ』第一巻 - 初回限定生産 （2012年5月30日発売、片面1層・STEREO Hi-Fi・カラー/20分・1枚組）I-21D
- 『タイトロープ』第二巻 - 初回限定生産 （2012年6月27日発売、片面1層・STEREO Hi-Fi・カラー/20分・1枚組）I-22D
  - 初回限定特装版・特典
    - 夏目イサク描き下ろし特製BOX仕様
    - 夏目イサク描き下ろしマンガ入リ特製ブックレット（12P）
    - 夏目イサク・声優陣直筆サイン入リ（サイン入リ台本プレゼント）
    - 第一話特典 - 録り下ろしドラマCD「龍之介の妄想日記バートII」
    - 第二話特典 - 鈴木達央（龍之介）・立花慎之介（直樹）フリートークCD